# 黄泉比良坂

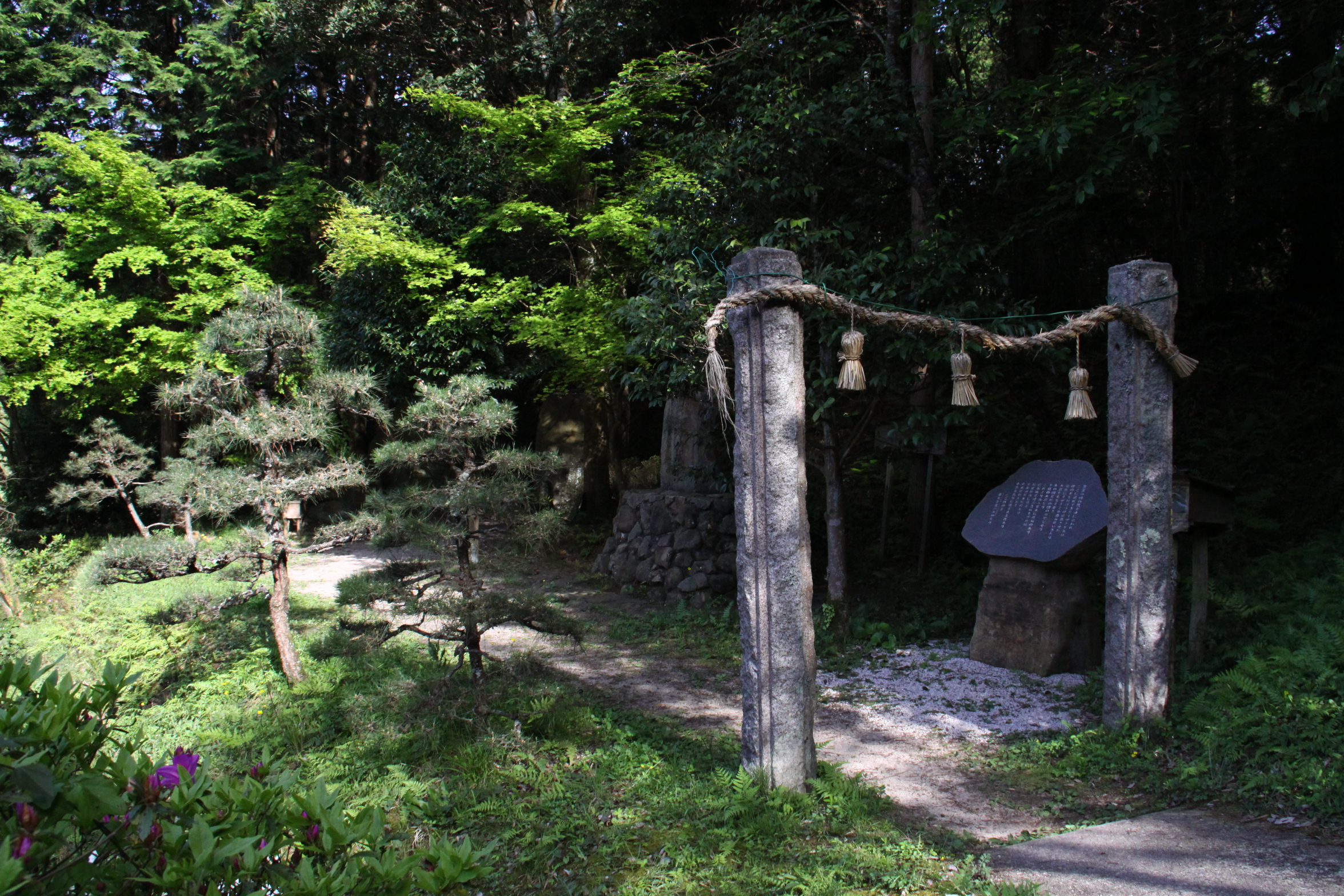
東出雲町の黄泉比良坂・伊賦夜坂

黄泉比良坂　、黄泉平坂（よもつひらさか）は、日本神話において生者の住む現世と死者の住む他界（黄泉）との境目にあるとされる坂、または境界場所。
『古事記』では「黄泉比良坂」、『日本書紀』では「泉津平坂」または「泉平坂」、『出雲国風土記』では「黄泉之坂」などと表記される。

## 『古事記』の叙述

### 内容
『古事記』には黄泉比良坂（ヨモツヒラサカ）の記述が2カ所に登場する。
一つはイザナギとイザナミによる国生みの途中で、イザナミが火の神（カグツチ）を生んで亡くなり黄泉の国へ行ってしまったため、イザナギがイザナミに会うため黄泉国に向かった後のシーンである。イザナミはイザナギに対して、黄泉神と話し合いたいので、しばらく私を見ないでくださいと言った。しかし、イザナギは長く待たされたため火を灯して中を見たところ、イザナミは変わり果てた姿となって全身から雷を生じており、これに恐れおののいたイザナギは逃げ出した。イザナミは「私に恥をかかせた」と激怒し、ヨモツシコメにイザナギの後を追わせたが、イザナギは最後には千引の石（千人もの大勢を動員して引くほどの石）を黄泉比良坂に引いて塞いだ。詳細は黄泉を参照。
もう一つがオオクニヌシが妻のスセリビメとともにスサノオから与えられた試練を克服して根の国から脱出するシーンである。詳細は大国主の神話#根の国訪問を参照。
『古事記』では黄泉比良坂（ヨモツヒラサカ）について「出雲国之伊賦夜坂也」としており、島根県松江市東出雲町揖屋には黄泉比良坂の伝承地がある。

### 研究
『古事記』の黄泉国については、本居宣長の『古事記伝』に始まる地下世界であるとする説と、松村武雄や神野志隆光など水平方向にある別の世界とみる説に大きく分けられるが、これらとはまったく違うイメージとする説もある。
「ひら」は断崖絶壁のような「崖」を意味するという説もある。「ひら」は縁（へり）であり境界を意味するという説や斜面上の坂を意味するという説もある。
坂についても傾斜地としての坂ではなく「境」の意味であるとする説もある。

## 『日本書紀』の叙述

### 内容
『日本書紀』の本文では言及がない。ただし、『日本書紀』では本文間で「一書云」の形で異伝が語られている。
神代紀上巻第五段の一書第六では『古事記』とほぼ同様のイザナギとイザナミの応酬が描かれ、イザナミの埋葬のモチーフに関する記述はないものの、「泉津平坂（ヨモツヒラサカ）」の記述がある。
また、神代紀上巻第五段本文と第六段本文の間にある一書第十には「泉平坂」（よもつひらさか）で言い争っていたイザナミとイザナギのもとに菊理姫が現れる記述がある（菊理姫は何かを語ったとなっているが何を語ったかに関する記述はない）。
なお、一書第六の注には「或所謂泉津平阪 不復別有處所 但臨死氣絕之際 是之謂歟」とある。これは死の瞬間を泉津平阪という土地に例えたもので、実際には泉津平阪は存在しない、としている。

### 研究
『日本書紀』神代紀上巻第五段の一書第六をめぐっては、『釈日本紀』など上代の文献では『古事記』や『出雲国風土記』の記述を引いて実在の坂として捉えられた。一方、一条兼良『日本書紀纂疏』によって一書第六の全体は地勢としての坂を意味するが、「泉津平坂」の記述のある条では生死の境界を示す表現であるとして異質性が指摘されるようになった。

## ゆかりの場所
『古事記』では黄泉比良坂（ヨモツヒラサカ）について「出雲国之伊賦夜坂也」としており、先述の島根県松江市東出雲町揖屋には1940年（昭和15年）に佐藤忠次郎によって石碑が建立された。同地には「千引きの磐座」と呼ばれる岩がある。近くには、イザナミを祀る揖夜神社もある。2010年の日本映画『瞬 またたき』では、亡くなった恋人に会いたいと願う主人公が訪ねる場所のロケ地として使われた。
江戸時代の1717年（享保2年）に書かれた『雲陽誌』によると、松江市岩坂の小麻加恵利坂にもイザナギが雷神に桃の実を投げた伝説がある。